# زنبوردار حلب
زنبوردار حلب (به انگلیسی: The Beekeeper of Aleppo) دومین رمان کریستی لفتری، نویسندهٔ انگلیسی-یونانی، است که در سال ۲۰۱۹ منتشر شد. داستان این رمان مربوط به فرار پناهندگان از حلب به اروپا در دوران جنگ داخلی سوریه است. داستان گرچه واقعی نیست، لفتری آن را بر مبنای تجربیات خود طی دو تابستان کار داوطلبانه در یکی از مراکز پناهندگان آتن نوشته‌است.